# Campeonato Mundial de Patinação Artística no Gelo de 1925
O Campeonato Mundial de Patinação Artística no Gelo de 1925 foi a vigésima terceira edição do Campeonato Mundial de Patinação Artística no Gelo, um evento anual de patinação artística no gelo organizado pela União Internacional de Patinação (em inglês:  International Skating Union) onde os patinadores artísticos competem pelo título de campeão mundial. Nesta edição as competições individual masculina e de duplas foram disputadas entre os dias 14 de fevereiro e 15 de fevereiro na cidade de Viena, Áustria; e a competição individual feminina foi disputada entre os dias 31 de janeiro e 1 de fevereiro na cidade de Davos, Suíça.

## Eventos
- Individual masculino
- Individual feminino
- Duplas

## Medalhistas
| Evento                        | Ouro                                 | Prata                                | Bronze                               |
| Individual masculino detalhes | Willy Böckl · Áustria                | Fritz Kachler · Áustria              | Otto Preißecker · Áustria            |
| Individual feminino detalhes  | Herma Szabo · Áustria                | Ellen Brockhöft · Alemanha           | Elisabeth Böckel · Alemanha          |
| Duplas detalhes               | Herma Szabo · Ludwig Wrede · Áustria | Andrée Joly · Pierre Brunet · França | Lilly Scholz · Otto Kaiser · Áustria |

## Resultados

### Individual masculino
| Pos.              | Nome             | Nacionalidade   | Pontos |
| ----------------- | ---------------- | --------------- | ------ |
| Medalha de ouro   | Willy Böckl      | Áustria         | 8      |
| Medalha de prata  | Fritz Kachler    | Áustria         | 8      |
| Medalha de bronze | Otto Preißecker  | Áustria         | 14     |
| 4                 | Ernst Oppacher   | Áustria         | 24     |
| 5                 | Josef Slíva      | Tchecoslováquia | 27     |
| 6                 | Georges Gautschi | Suíça           | 27     |
| 7                 | Ludwig Wrede     | Áustria         | 32     |

### Individual feminino
| Pos.              | Nome               | Nacionalidade | Pontos |
| ----------------- | ------------------ | ------------- | ------ |
| Medalha de ouro   | Herma Jaross-Szabo | Áustria       | 6      |
| Medalha de prata  | Ellen Brockhöft    | Alemanha      | 9      |
| Medalha de bronze | Elisabeth Böckel   | Alemanha      | 18     |
| 4                 | Kathleen Shaw      | Reino Unido   | 20     |
| 5                 | Ethel Muckelt      | Reino Unido   | 22     |

### Duplas
| Pos.              | Nome                                | Nacionalidade   | Pontos |
| ----------------- | ----------------------------------- | --------------- | ------ |
| Medalha de ouro   | Herma Szabo / Ludwig Wrede          | Áustria         | 10     |
| Medalha de prata  | Andrée Joly / Pierre Brunet         | França          | 10.5   |
| Medalha de bronze | Lilly Scholz / Otto Kaiser          | Áustria         | 14.5   |
| 4                 | Gisela Hochaltinger / Georg Pamperl | Áustria         | 17     |
| 5                 | Else Hoppe / Oscar Hoppe            | Tchecoslováquia | 23     |

## Quadro de medalhas
| Ordem | País     | Medalha de ouro | Medalha de prata | Medalha de bronze |   | Ordem por total |
| ----- | -------- | --------------- | ---------------- | ----------------- | - | --------------- |
| 1     | Áustria  | 3               | 1                | 2                 | 6 | 1               |
| 2     | Alemanha |                 | 1                | 1                 | 2 | 2               |
| 3     | França   |                 |                  | 1                 | 1 | 3               |
| TOTAL | TOTAL    | 3               | 3                | 3                 | 9 | —               |